# Sauce tartare

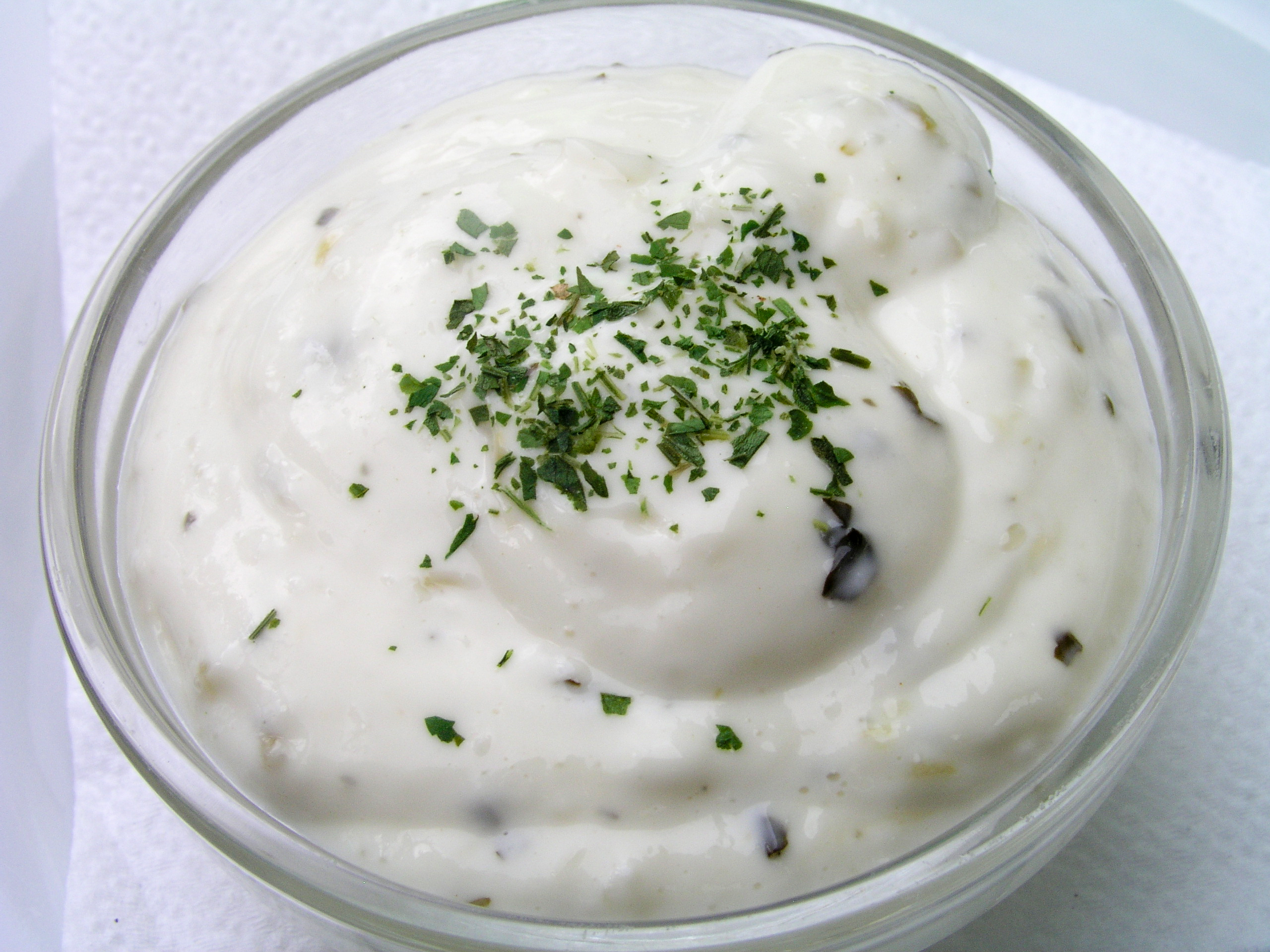
Sauce tartare

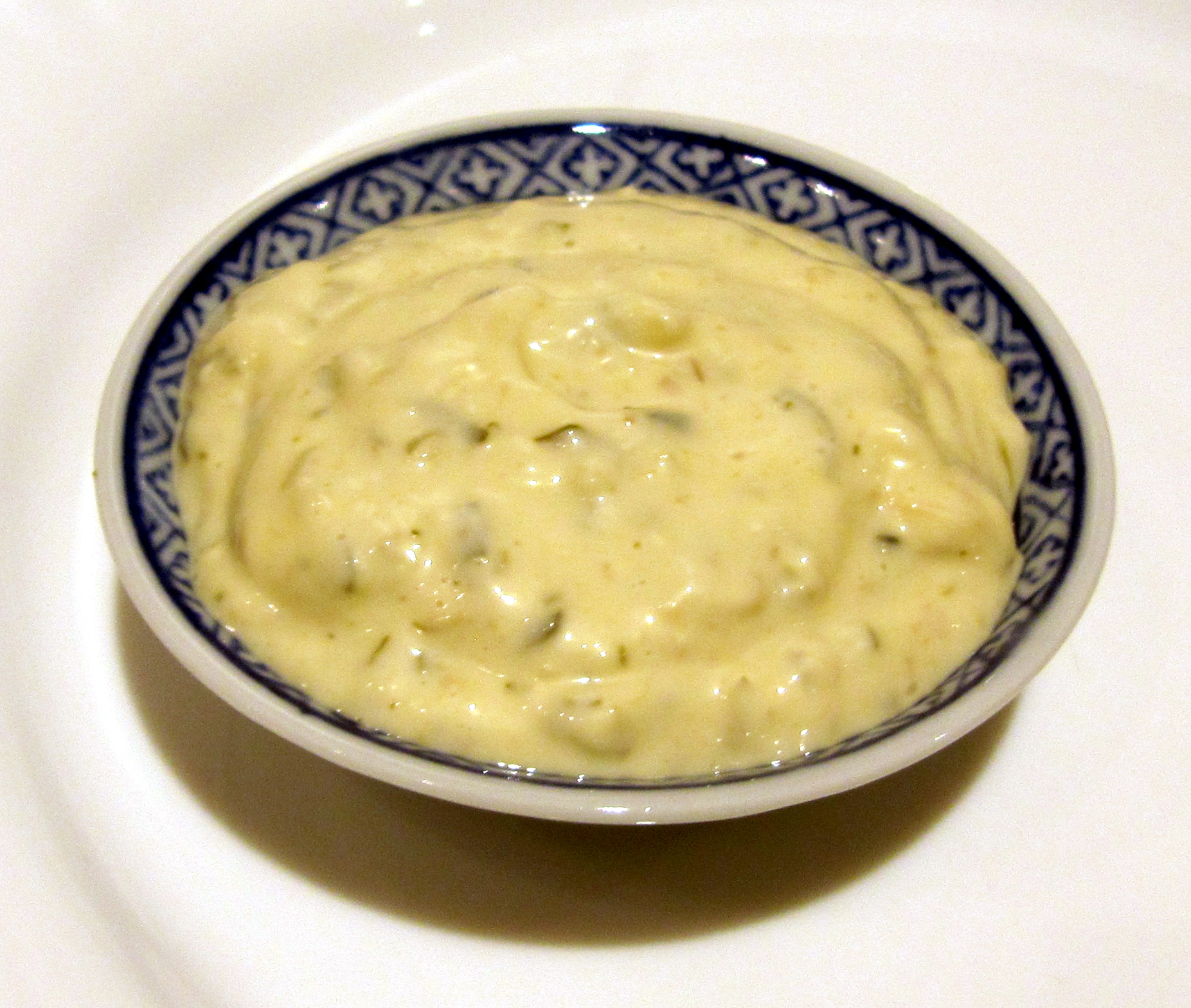
Sos Tatarski, die polnische Variante der Sauce tartare

Sauce tartare, Tartarsauce oder Tatarensauce ist eine kalte Sauce der traditionellen französischen Küche. Nach klassischer Definition handelt es sich um eine mit hartgekochtem Eigelb zubereitete Mayonnaise, die mit fein gehackten grünen Lauchzwiebeln oder Schnittlauch vermischt wird.
Sie passt gut zu Fisch, Meeresfrüchten, Roastbeef und kaltem Braten. In Großbritannien wird sie zu Fish and Chips serviert.
Weitere Zutaten können Petersilie, Estragon, Kapern, feingehackte Gewürzgurken, Schalotten, Zwiebeln, Senf oder Knoblauch sein.